# Digne-les-Bains
Digne-les-Bains este un oraș în Franța, prefectura departamentului Alpes-de-Haute-Provence în regiunea Provence-Alpi-Coasta de Azur.